# 黃理菱
黃理菱（Wee Li Lin，1973年12月5日—），新加坡導演。畢業於美國布朗大学藝術符號學，也曾經在美國紐約大學電影學院修讀一學期的密集課程，即影片製作課程“畫面與音響”，畢業後到新传媒私人有限公司第五波道（英語頻道）從事電視節目製作。2003年，新加坡電影協會為她舉辦了電影回顧展，這是新加坡短片導演的創舉；接著2004年也在新加坡歷史博物館舉辦了同樣的回顧展。2005年，她的短片《簽名簿》（Autograph Book）是新加坡第一部獲選參與紐約的翠貝卡影展的影片。

## 電影

### 長片
- 2008年：《逛街物語》（Gone Shopping!）
  - 第12屆韓國富川國際奇幻電影節
  - 第32屆香港國際電影節
  - 印度Kerala國際奇幻電影節
  - 第10屆義大利烏迪內遠東國際電影節
  - 第28屆美國夏威夷國際影展競賽片
  - 入圍第11屆中國上海國際電影節“亞洲新人獎”
  - 入圍第31屆亞美國際影展“敘事長片新進導演獎”

- 2010年：《我愛你愛你愛你》（Forever）
  - 2008年：第1屆亞洲奇幻電影網路
  - 2010年：第34屆埃及開羅國際影展
  - 2010年12月1日：第12屆印尼雅加達國際電影節
  - 2011年6月：第14屆中國上海國際電影節Star Hunter亞洲新晉演員獎－董姿彥
  - 2011年：第15屆韓國富川國際奇幻電影節

### 短片
- 1997年：
- 1998年：
  - 入選第11屆新加坡國際影展
- 1999年：
  - 獲得第12屆新加坡國際影展“特別成就獎”
  - 2000年洛杉磯國際短片影展
- 2001年：
  - 韓國釜山亞洲短片影展
  - 美國德克薩斯國際短片影展
  - 日本東京自主制作映画団体
  - 新加坡女性影展
- 2002年：
  - 新加坡電力站短片影展“家”計劃
  - 英聯邦國際影展
  - 2003年：喬治市獨立影展“評審團特別獎－最佳喜劇”
- 2002年： / （三水“紅頭巾”婦女紀錄短片二則）
  - 新加坡2002 Nokia藝術展“回憶紅頭巾”,
- 2002年：
  - 入選第15屆新加坡國際影展
  - 美國洛杉磯國際短片影展
  - 英國利茲國際短片影展
  - 韓國釜山亞洲短片影展
  - 英聯邦國際影展
- 2003年：《簽名簿》（Autograph Book）
  - 獲得第16屆新加坡國際影展“特別成就獎”
  - 2004年：美國芝加哥國際兒童影展“最佳實景短片或錄影”
  - 2005年：美國紐約翠貝卡影展
- 2003年：
  - 2003年：美國三藩市國際亞美影展
- 2013年：

## 其他經歷
- 製片助理（1996-1998）

TCS5 英語情景喜劇
- - （《鬼馬家族》）
- 自由製作經理／研究員（1999）
- 自由電視節目導演／編劇／製作（1999-2005）[3]

## 獎項
- 1997年：第10屆新加坡國際影展短片類“最佳導演獎”－Norman On The Air

## 外部連結
- 黃理菱的Facebook專頁
- 黃理菱在互联网电影资料库（IMDb）上的資料（英文）（英文）
- 黃理菱在时光网上的簡介（简体中文）